# Megabothris lucifer
Megabothris lucifer är en loppart som först beskrevs av Rothschild 1905.  Megabothris lucifer ingår i släktet Megabothris och familjen fågelloppor. Inga underarter finns listade i Catalogue of Life.